# Brzozówka Ziemiańska
Brzozówka Ziemiańska – wieś w Polsce położona w województwie podlaskim, w powiecie białostockim, w gminie Czarna Białostocka. Leży nad Brzozówką.
W latach 1975–1998 miejscowość administracyjnie należała do województwa białostockiego.
Wierni kościoła rzymskokatolickiego należą do parafii Niepokalanego Serca Najświętszej Maryi Panny w Marianowie.